# Sarud
Sarud is een plaats (község) en gemeente in het Hongaarse comitaat Heves. Sarud telt 1336 inwoners (2002).